# 2024年伊朗總統選舉
2024年伊朗總統選舉是因时任总统易卜拉欣·莱希因公殉職，伊朗决定在2024年提前举行下一届总统选举，选举第一轮投票在2024年6月28日举行，是伊朗第十四届总统选举。
最终共有四位候选人参与選舉，由于第一轮选举中没有候选人获得多数票，得票数前两名的赛义德·贾利利和马苏德·佩泽希齐扬進入第二輪選舉。在7月5日舉行的第二轮投票中，温和改革派的马苏德·佩泽希齐扬以54.76%的得票数获胜，赢得大选。

## 背景
2024年5月19日，总统莱希赴边境出席外事活动，他所乘坐的贝尔212型直升机在東亞塞拜然省坠机身亡。时任第一副总统穆罕默德·穆赫贝尔出任代理总统，根据《伊朗憲法》，应在50天内进行新的总统选举，选出新的正任总统。故原定于2025年的总统选举提前一年举办。

## 選舉制度
根據伊朗伊斯蘭共和國憲法，任何信仰伊斯蘭教什葉派、忠於憲法、教法學家的監護的伊朗公民都可以作為總統候選人參加選舉，由宪法监护委员会負責審查候選人。
監護委員會批准的候選人將接受公眾投票。投票采两轮选举制，第一轮獲勝者是獲得绝对多數票（50% 加一票）的候選人。如果沒有候選人獲得足夠的選票，則在得票最多的兩名候選人之間進行決選。
根據憲法，一旦結果公佈，最高領袖必須簽署總統當選的法令，如果拒絕簽署，當選總統將不會就任總統。迄今為止，最高領袖没有拒絕簽署總統當選法令的记录。此後，當選總統必須在監護委員會成員和最高法院院長在場的伊斯蘭議會會議上宣讀並簽署誓言。

## 候选人

### 候选人審查
共有80人提出總統候選人申请，其中包括4名女性。结果共有74名候選人的候選資格被監護委員會拒絕，包括申請參加選舉的所有四名女性，至少30名候選人的申請於5月30日就因不符合「資格基本條件」而被拒絕，其中包括前總統馬哈茂德·艾哈邁迪內賈德，他在2021年选举也被取消資格。
重要的未能通過審查者：
- 马哈茂德·艾哈迈迪内贾德，前總統（2005—2013）[10]
- 阿里·拉里贾尼，无党籍，前国会议长（2008—2020）[11]

### 通過審查者
共有6位候选人通过監護委員會審查，经济问题是本次选举的焦点，后续2位候选人退选，以支持其他保守派候选人：
| 候选人                        | 候选人 | 出生地                 | 从政经历 | 政党                     | 备注     |
| ----------------------------- | ------ | ---------------------- | --- | ------------------------ | -------- |
| 穆罕默德·巴吉尔·卡利巴夫      |        | 1961年8月23日 托尔卡別 | 伊斯蘭議會議長（2020年以后） 确定国家利益委员会委员（2017–2020） 德黑兰市长（2005–2017） 2005、2013、2017三次总统选举候选人              | 伊斯兰伊朗进步和公正协会 |          |
| 阿米尔-侯赛因·加吉扎德·哈希米 |        | 1971年4月14日 法里曼   | 伊朗副總統（2021年以后） 伊斯蘭議會议员（2008–2021） 2021年伊朗總統選舉候选人                                                            | 伊斯兰法党               | 提前弃选 |
| 赛义德·贾利利                 |        | 1965年9月6日 馬什哈德  | 确定国家利益委员会委员（2013年以后） 伊朗最高國家安全委員會委員 (2007–2013) 首席核谈判代表（2007–2013） 2013年、2021年两次总统选举候选人 | 無黨籍                   |          |
| 马苏德·佩泽希齐扬             |        | 1954年9月29日 马哈巴德 | 伊斯蘭議會议员（2008年以后） 伊朗衞生及醫療教育部部长（2001–2005）                                                                       | 無黨籍                   |          |
| 穆斯塔法·普尔-穆罕默迪        |        | 1960年3月9日 库姆      | 伊朗司法部部长（2013–2017） 伊朗內政部部长（2005–2008）                                                                                  | 战斗教士联盟             |          |
| 阿里礼萨·扎卡尼               |        | 1966年3月3日 雷伊      | 德黑兰市长（2021年以后） 伊斯蘭議會议员（2004–2016、2020–2021） 2021年总统选举候选人                                                     | 伊斯蘭革命探路者協會     | 提前弃选 |

## 结果

### 第一輪投票
由于无人获得过半选票，选举进入第二轮，定于7月5日举行，总统将在改革派马苏德·佩泽希齐扬和保守派赛义德·贾利利之间选出，这是2005年伊朗总统选举后伊朗再次进行总统选举第二轮投票，另外第一輪投票率仅為39.93%，是伊朗伊斯兰共和国1979年建国以来的最低记录。
| 候选人                         | 候选人                   | 政党或政党联盟           | 政党或政党联盟     | 政党或政党联盟     | 票数       | %      |
| ------------------------------ | ------------------------ | ------------------------ | ------------------ | ------------------ | ---------- | ------ |
|                                | 马苏德·佩泽希齐扬        | 无党籍                   |                    | 伊朗改革派         | 10,415,991 | 44.40  |
|                                | 赛义德·贾利利            | 无党籍                   |                    | 伊朗原则主义派     | 9,473,298  | 40.38  |
|                                | 穆罕默德·巴吉尔·卡利巴夫 | 伊斯兰伊朗进步和公正协会 |                    | 伊朗原则主义派     | 3,363,340  | 14.34  |
|                                | 穆斯塔法·普尔-穆罕默迪   | 战斗教士联盟             |                    | 伊朗原则主义派     | 206,397    | 0.88   |
| 总共                           | 总共                     | 总共                     | 总共               | 总共               | 23,459,026 | 100.00 |
|                                |                          |                          |                    |                    |            |        |
| 有效票数                       | 有效票数                 | 有效票数                 | 有效票数           | 有效票数           | 23,459,026 | 95.61  |
| 无效及空白票数                 | 无效及空白票数           | 无效及空白票数           | 无效及空白票数     | 无效及空白票数     | 1,076,159  | 4.39   |
| 总票数                         | 总票数                   | 总票数                   | 总票数             | 总票数             | 24,535,185 | 100.00 |
| 已登记选民／投票率             | 已登记选民／投票率       | 已登记选民／投票率       | 已登记选民／投票率 | 已登记选民／投票率 | 61,452,321 | 39.93  |
| 资料来源：Iran Press, IranIntl |                          |                          |                    |                    |            |        |

### 第二輪投票
第二輪投票率上升至49.68%，西方媒体分析可能是原本抵制选举的温和改革派為了阻止賈利利當選而前往投票。
| 候选人             | 候选人             | 政党或政党联盟     | 政党或政党联盟     | 政党或政党联盟     | 票数       | %      |
| ------------------ | ------------------ | ------------------ | ------------------ | ------------------ | ---------- | ------ |
|                    | 马苏德·佩泽希齐扬  | 无党籍             |                    | 伊朗改革派         | 16,384,403 | 54.76  |
|                    | 赛义德·贾利利      | 无党籍             |                    | 伊朗原则主义派     | 13,538,179 | 45.24  |
| 总共               | 总共               | 总共               | 总共               | 总共               | 29,922,582 | 100.00 |
|                    |                    |                    |                    |                    |            |        |
| 有效票数           | 有效票数           | 有效票数           | 有效票数           | 有效票数           | 29,922,582 | 98.01  |
| 无效及空白票数     | 无效及空白票数     | 无效及空白票数     | 无效及空白票数     | 无效及空白票数     | 607,575    | 1.99   |
| 总票数             | 总票数             | 总票数             | 总票数             | 总票数             | 30,530,157 | 100.00 |
| 已登记选民／投票率 | 已登记选民／投票率 | 已登记选民／投票率 | 已登记选民／投票率 | 已登记选民／投票率 | 61,452,321 | 49.68  |

## 國際反應
- 俄羅斯：總統普丁向佩澤什基安表示祝賀，並表示希望這將為俄伊關係做出貢獻。
- 中华人民共和国：最高領導人习近平在致佩澤什基安的賀信中表示：「我高度重視中伊關係發展，願同總統先生共同努力，引領中伊全面戰略夥伴關係深入發展」。
- 沙烏地阿拉伯：國王薩勒曼和王儲穆罕默德·本·薩勒曼祝賀馬蘇德·佩澤什基安當選伊朗總統。[17]
- ：總統伊利哈姆·阿利耶夫對佩澤什基安的選舉成功表示歡迎，並表示阿塞拜疆「非常重視」與伊朗的關係。
- 委內瑞拉：外交部長伊凡吉爾祝賀伊朗在兩輪總統選舉中「展現對民主的承諾」。
- 印度：總理莫迪表示，他“期待與佩澤什基安密切合作”，“進一步加強我們熱情而長期的雙邊關係，造福我們兩國人民和該地區”。
- 伊拉克：總統阿卜杜勒·拉蒂夫·拉希德向伊朗和當選總統表示祝賀，「祝他在履行公務並實現伊朗人民的抱負和願望方面取得成功」。
- 巴基斯坦：總理夏巴茲·謝里夫表示，他期待與佩澤什基安密切合作，促進該地區的和平與穩定。
- 科威特：埃米爾謝赫米沙勒·艾哈邁德·賈比爾·薩巴赫在賀信中祝福佩澤什基安健康長壽，「伊斯蘭共和國更加繁榮和發展」。
- 叙利亚：總統巴沙爾·阿薩德表示，伊朗是「我們渴望確保與伊朗的關係處於巔峰狀態的最重要國家之一」。
- ：埃米爾謝赫塔米姆·本·哈馬德·阿勒薩尼向佩澤什基安表示祝賀，並祝福他取得成功並祝福兩國關係進一步發展和繁榮。
- 白俄羅斯：總統亞歷山大·盧卡申科將佩澤什基安的勝利稱為「伊朗人民的無條件勝利」。